# Nicolas Chaperon
Nicolas Chaperon (Châteaudun, 19 ottobre 1612 – Lione, 26 gennaio 1656) è stato un pittore e incisore francese.

## Biografia
Figlio di Jehan Chapron e di Marie Brissard, Nicolas fu allievo di Simon Vouet. Nel 1642, assieme a Nicolas Poussin, si trasferì a Roma dove rimase diversi anni. Il censimento dello Stato Pontificio ne indica la presenza a Roma per l'ultima volta nel 1652. La sua presenza romana è nota soprattutto per le incisioni delle Logge di Raffaello, realizzate nel 1649.

Nel 1653-1655 i consoli di Lione, desiderando abbellire il municipio della città, fecero venire Chaperon da Roma, ma questi era talmente ammalato e prossimo alla morte, che essi affidarono l'incarico a Thomas Blanchet. Chaperon, difatti, morì a Lione nei primi mesi dell'anno seguente, a soli 44 anni.

## Opere

### Quadri
- "Il giuramento di Mida", Öffentliche Kunstsammlung, Kunstmuseum Basilea.
- "L'allattamento di Giove ", The Ackland Museum, The University of North Carolina, Chapel Hill, Nord Carolina (USA)  Archiviato il 29 agosto 2008 in Internet Archive.  Archiviato il 14 settembre 2007 in Internet Archive..
- "Presentazione della Vergine al tempio", Chapelle Saint-Nicolas, Compiègne - (Uno schizzo è conservato al Museum of Fine Arts di Houston).
- "L'unione di Bacco e Venere", Texas Museum of Art, Dallas.
- "Baccanale", Museo Magnin, Digione.
- "Silene ubriaca", Galleria degli Uffizi, Firenze.
- "La Sacra Famiglia, Santa Elisabetta e San Giovanni Battista bambino", Gosford House, Scozia.
- "La Maddalena penitente", Museo di Belle arti, Nancy.
- "Mosè e il serpente di bronzo", Museo di Belle arti, Nîmes. Acquisito nel 1998 dalla galleria Patrick Weiller, Parigi.
- "Venere, Mercurio e Cupido", Louvre. Acquisito all'asta nel 2005 presso Christie's, New York.
- "L'Infanzia di Bacco", Museo Sainte-Croix, Poitiers.
- "La Presentazione della Vergine al tempio", Museo di Belle arti, Rennes.
- "Il Diluvio", Museo di Belle arti, Rouen.
- "Bacco e Arianna", non localizzato, anticamente faceva parte della collezione François Heim.

### Disegni
- "Bacco e Mida alla sorgente del Pattolo", Museo di Belle arti e Archeologia, Besançon.
- "Testa di Satiro", Biblioteca nazionale, Parigi.
- "Bacco e Arianna nell'isola di Naxos", Scuola nazionale superiore di Belle arti, Parigi.
- "Baccanale", Louvre.
- "Studio per un baccanale", Louvre.
- "Donna nuda di fronte", Louvre.
- "La Malinconia", Louvre.
- "La Malinconia", Louvre. (altro disegno)
- "San Giuseppe con il Bambino", Louvre.
- "Tre angeli giocano con dei fiori sulle nuvole", Louvre.

### Incisioni
Chaperon fu celebre per le sue incisioni delle Logge Vaticane di Raffaello: una serie di 54 opere, edite a Roma nel 1649.

### Copie
- "Presentazione della Vergine al tempio", copia di Jean Séjourné, Chalautre-la-Grande.
- "L'adorazione dei Magi", copia anonima di un'opera di Chaperon, nota solo grazie alla stampa, Poliénas.

## Galleria d'immagini

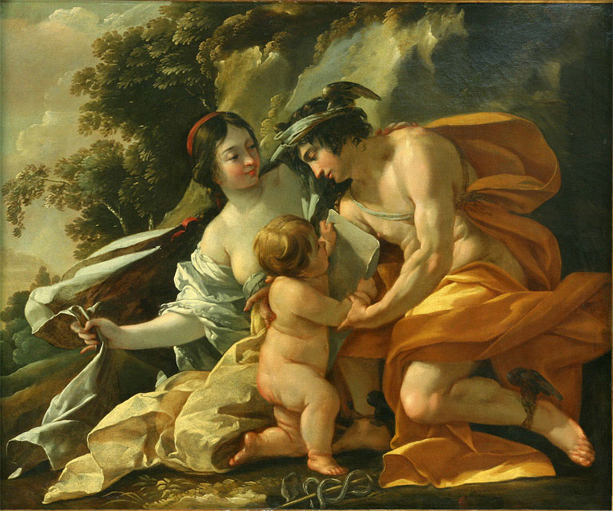
Venere, Mercurio e Amore
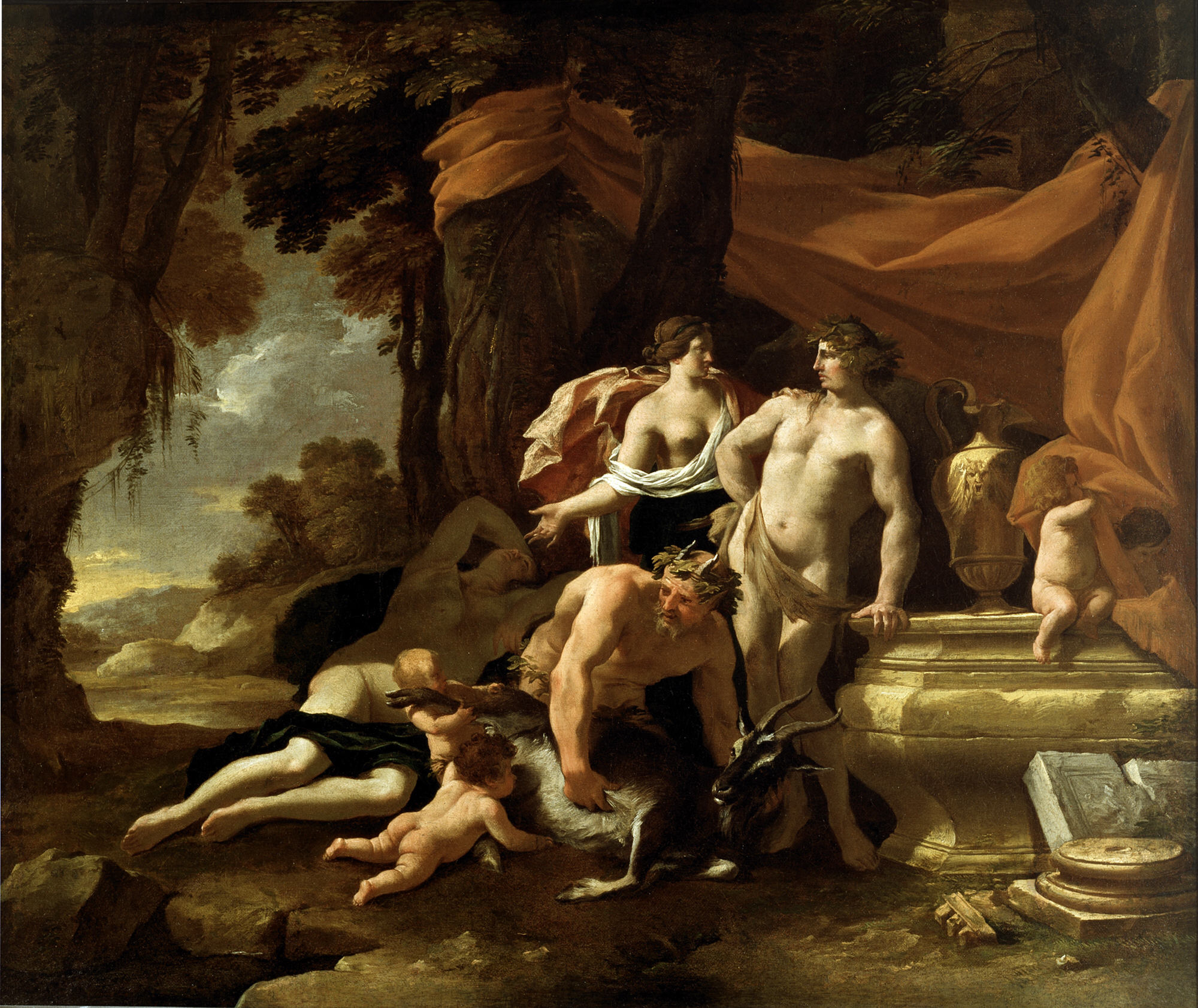
L'unione di Venere e Bacco
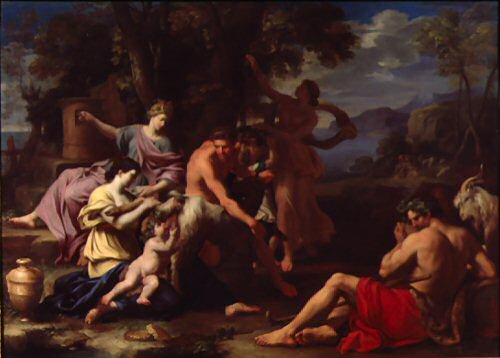
L'allattamento di Giove